# 4Minute
4Minute (tiếng Hàn: 포미닛) là một nhóm nhạc nữ Hàn Quốc được thành lập vào năm 2009 bởi Cube Entertainment. Nhóm gồm 5 thành viên Nam Ji-hyun, Heo Ga-yoon, Jeon Ji-yoon, Kim Hyun-ah và Kwon So-hyun.
4Minute tan rã vào tháng 6 năm 2016 sau cuộc đàm phán gia hạn hợp đồng không thành công giữa Cube Entertainment và các thành viên trong nhóm.

## Lịch sử

### 2009: Debut và FOR MUZIK
Cube Entertainment đã công bố việc thành lập 4minute vào Tháng năm năm 2009, và sau đó tiết lộ 2 thành viên đầu tiên, Nam JiHyun - trưởng nhóm và Kim HyunAh, cựu thành viên của Wonder Girls. Ngày 12 tháng 6 năm 2008, những teaser video đầu tiên đã được phát hành trực tuyến, cùng với sự xuất hiện trang web chính thức của họ. Đến 23 tháng 5, tất cả thành viên đều được công bố.
Cube Entertainment đã phát hành một teaser cho đĩa đơn đầu tiên của họ "Hot Issue" vào ngày 10 tháng 6 trong khi đĩa đơn ra mắt vào ngày 15, đến ngày 18 họ trình diễn trên truyền hình (MNet Countdown) lần đầu tiên. Nhóm thúc đẩy quá trình quảng bá ca khúc đến tháng 8. Vào cuối tháng 8, 4minute phát hành một mini-album có tên là "FOR MUZIK" cùng với đĩa đơn thứ hai của họ, "Muzik". Sau đó, 4Minute giành được giải thưởng Inkygayo Mutizen và 1 giải thưởng Mnet "M!Countdown" cho đĩa đơn thứ hai của họ "Muzik". Sau đó, đĩa đơn thứ ba là "What A Girl Want" được phát hành ngay sau khi phát hành "For MUZIK".
Ngày 21 tháng 6, năm 2009, sau tuần đầu tiên quảng bá "Hot Issue", người hâm mộ đã đột nhập và trộm cắp đồ đạc trên chiếc xe của nhóm, từ trang phục đến các đồ đạc khác. Cube Entertainment cho biết, "Rất không may là một thử thách đã xảy ra."
Ngày 27 tháng 8 năm 2009, KBS sẽ không cho trình diễn "Won't Give You (안줄래)" vì những gì họ coi là có nội dung tình dục quá mức. Lời bài hát đề cập câu chuyện của một người lần đầu tiên, thể hiện không sẵn sàng để trao tấm thân cho người bạn đời của mình. Cube Entertainment trả lời về việc cấm bằng cách nói rằng bài hát đã được dự định "về những cảm giác tinh khiết của một cô gái với một anh chàng" và rằng họ rất thất vọng trước quyết định này.
4minute phát hành single kỹ thuật số "Jingle Jingle" dành cho dịp Giáng Sinh, được phát hành vào ngày 2 tháng 12 năm 2009; video âm nhạc được chiếu trực tuyến vào ngày 3 tháng 12 năm 2009.

### 2010: Hit Your Heart và debut tại Nhật
Cube Entertainment đã công bố rằng Universal Music Group sẽ hỗ trợ 4minute trong việc khởi động sang thị trường quốc tế qua việc ra mắt các album.
Họ bắt tay vào thực hiện tour lưu diễn solo của họ qua các nước châu Á, bắt đầu vào tháng Giêng và qua nhiều nước khác như Đài Loan, Philippines, Thái Lan, Hồng Kông và Nhật Bản. Họ đã có buổi biểu diễn đầu tiên của họ tại Nhật Bản vào ngày 8 tháng 5 năm 2010. Cube Entertainment thông báo rằng vé cho buổi biểu diễn đã được bán ra trong một thời gian rất ngắn. Đối với các buổi hòa nhạc đầu tiên của họ tại Nhật Bản, họ trình diễn trước hơn 4,000 khán giả.
Ngày 23 tháng 4, năm 2010 album của 4minute đã được tái bản và phát hành ở Đài Loan, trong đó được thêm vào ca khúc solo của HyunA "Change", có sự tham gia góp giọng của Yong Jun-hyung thuộc nhóm nhạc nam cùng công ty, Beast và ca khúc song ca của họ với Amerie "Heard 'Em All", cũng như kèm một đĩa DVD concert của họ tại Đài Loan.
4minute phát hành một mini-album mới mang tên "HuH (Hit Your Heart)" đánh dấu sự trở lại của 4minute, album được phát hành vào ngày 19 tháng 5 năm 2010. Cùng với đó, họ cũng phát hành đĩa đơn đầu tiên, có tựa đề "HuH". Trong ca khúc đầu tiên "Who's Next?", các thành viên của Beast cũng góp giọng trong ca khúc này, và cũng xuất hiện trong video ca nhạc của "HuH" và "Who's Next". Ca khúc này đã chiến thắng trong Mnet "M! Countdown" vào ngày 17 tháng 6 năm 2010.
Sau đó, họ phát hành một video ca nhạc mới mang tên "I My Me Mine", cũng là single thứ hai trích trong album "HuH (Hit Your Heart)" vào ngày 5 tháng 7 năm 2010. Cube Entertainment cũng tuyên bố "I My Me Mine" là single tiếp theo của họ tại Nhật Bản. Ba phiên bản khác nhau của single đã được phát hành.
Ngày 19 tháng 7 năm 2010, bài hát "Superstar" do 4minute thực hiện là bài hát chủ đề cho show truyền hình Hàn Quốc Superstar K2. 4minute cũng được thực hiện bài hát trên sân khấu, để tiếp tục thúc đẩy chương trình.
4minute đã biểu diễn cho Lễ kỷ niệm tại Marina, cho buổi hòa nhạc ấm áp cho các thanh niên thi đấu tại Singapore Olympic Games 2010, vào ngày 13 tháng 8 năm 2010 cùng với Beast, trở thành nghệ sĩ Hàn Quốc đầu tiên biểu diễn tại Olympic Youth Games.
Trong tháng Chín, Far Eastern Tribe Records đã công bố single thứ ba của họ tại Nhật Bản và single đôi đầu tiên của họ, mang tên " First / Dreams Come True ". Sau khi teaser đã được phát hành, MV (music video) đầy đủ của "First" đã được chính thức phát hành vào ngày 21 tháng 10 năm 2010. Sau đó, single đã được phát hành vào ngày 27 tháng 10 năm 2010.
4minute đã có buổi biểu diễn solo thứ hai của họ mang tên "Energy Volume Live 2: Diamond". Nó đã được tổ chức cho hai đêm tại Tōkyō vào ngày 4 tháng 12 và 5 tháng 12 năm 2010 tại Ōsaka. Nó cũng đánh dấu sự bắt đầu của chương trình quảng bá của họ cho Diamond đã được phát hành vào ngày 15 tháng 12, năm 2010 và ra mắt ở vị trí số 18 trên bảng xếp hạng Oricon.

### 2011-2015: Heart To Heart and 4Minutes Left cộng với hoạt động và quảng bá tạiNhật Bản
Ngày 13 tháng 1 năm 2011, 4minute tham gia "DiGi Live K-Pop Party 2011" tại Malaysia, tại sân vận động Negara cùng với BEAST và G.NA. Các nhóm nhận giải thưởng Bonsang tại Seoul Music Awards lần thứ 20 vào ngày 20 tháng 1 năm 2011. Ngày 6 tháng 2 năm 2011, nhóm tham dự Billboard Japan Music Awards năm 2010, và đã nhận được giải "KPop New Artist Award".
Ngày 19 tháng 1 năm 2011, các fan đã được thông báo rằng 4minute sẽ phát hành đĩa đơn tiếng Nhật thứ tư của họ, "WHY" vào ngày 9 và đó là bài hát chủ đề cho bộ phim truyền hình "Asahi, Akutou ~ Juuhanzai Sousahan". Các teaser MV cho "WHY" được phát hành vào ngày 21 tháng 1 năm 2011 và MV được phát hành vào ngày 7 tháng 2 năm 2011.
Ngày 23 tháng 2 năm 2011, nhóm người mẫu trình diễn bộ áo cưới của nhà thiết kế Yumi Katsura tại "2011 Paris Grand Collection Tokyo fashion Show" được tổ chức tại Tōkyō. Vào cuối chương trình, 4minute đã trình diễn các bài hát của họ là "Muzik" (phiên bản tiếng Nhật) và "WHY". Họ cũng đã biểu diễn tại Lễ kỷ niệm 50 năm Music Wave tại Thái Lan vào ngày 12 tháng 3 năm 2011.
Ngày 12 tháng 1 năm 2011, Cube Entertainment thông báo rằng 4minute sẽ trở lại Hàn Quốc với một album chính thức đầy đủ trong tháng 3.
Sau khi teasers phát hành với cái tên "Steal 20", 4minute phát hành album mini thứ ba của họ, mang tên Heart to Heart gồm 5 bài hát mới, với ca khúc chủ đề mang tên "Heart to Heart". Teaser MV của "Heart to Heart" đã được phát hành vào ngày 28 tháng 3 năm 2011 và video âm nhạc sau đó đã được phát hành vào ngày 29 tháng 3 năm 2011. MV này cũng có sự tham gia diễn xuất của thành viên của nhóm CN Blue, Jungshin. Với việc phát hành của album thứ ba, nó đã gây lẫn lộn cho rất nhiều fan, nhưng Cube Entertainment giải thích rằng đó là một hình thức tiếp thị mới và album đầy đủ chính thức sẽ ra mắt vào tháng 4. Điều này đã được xác nhận sau khi một phiên bản luân phiên của Heart To Heart được giới thiệu và có một điệu nhảy nặng ký hơn nhiều đã được tiết lộ.
Sau nhiều lần mong mỏi, ngày 5 tháng 4, 4Minute phát hành album đầy đủ đầu tiên tại Hàn Quốc có tiêu đề 4Minutes Left. Cùng với các dự đoán cho track nằm trong bóng tối của họ mang tên " Mirror Mirror ". Album này bao gồm tất cả các bài hát trong Heart To Heart đã có, cùng với "Hide and Seek" và "Already Gone" đã được từ album đầu tay của họ tại Nhật Bản, DIAMOND, cũng như "" Mirror Mirror "", một bài hát mới mang tên "Badly" và được làm lại sang phiên bản Tiếng Hàn của ca khúc Tiếng Nhật nằm trong single thứ ba của họ tại Nhật Bản "First". Album và hai đĩa đơn dẫn quảng bá đã duy trì vị trí trong top 10 của các bảng xếp hạng Korean REAL TIME Charts.
4minute thực hiện quá trình quảng bá ca khúc và album lần đầu tiên sau một thời gian, bắt đầu từ Mnet "M!Countdown" vào ngày 7 tháng 4 năm 2011.
Mặc dù bài hát thành công, nhưng những tranh cãi bắt đầu nổ ra vì vũ đạo khép dạng chân trong "" Mirror Mirror "" và nhiều chương trình Hàn Quốc yêu cầu họ phải thay đổi vũ đạo đó hoặc 4minute sẽ không được phép thực hiện các bài hát trên các chương trình của họ. Vũ đạo mới của họ được ra mắt trên "M!Countdown" vào ngày 14 tháng 4 năm 2011.
MV " Mirror Mirror " đã truất ngôi của Britney Spears với MV 'Till The World End' để dành vị trí số 1 của Europa's HIT INT'L VIDEOS TOP 20. Trong thời gian phát sóng vào ngày 1 tháng 5 năm 2011, tập của chương trình 4minute's Mirror Mirror đã nhảy từ # 5 đến # 1.
Vào cuối tháng Tư, các fan đã được thông báo rằng 4minute sẽ hợp tác với ca sĩ Nhật Bản Thelma Aoyama trong single của cô, " Without U ", sẽ được phát hành vào ngày 25 tháng 5 năm 2011. Phiên bản tiếng Anh sẽ được phát hành vào ngày 7 tháng 5 năm 2011.

### 2016: Act.7 và Tan rã
Tháng 2 năm 2016, 4Minute trở lại với mini album "Act.7" với ca khúc chủ đề là "Hate".
Vào ngày 13 tháng 6 năm 2016, có thông báo rằng nhóm sẽ tan rã sau khi hết hạn hợp đồng, Hyuna là thành viên duy nhất của nhóm gia hạn hợp đồng với Cube. Một đại diện của Cube Entertainment cho biết, "Khi ngày kết thúc hợp đồng đến gần, các thành viên đã thảo luận để gia hạn, nhưng trong khi công ty cố gắng thuyết phục một nửa trong số họ tiếp tục hoạt động nhóm, cuối cùng họ đã chấp nhận quyết định của 4 thành viên rằng họ sẽ không tiếp tục với tư cách là một nhóm. Do ý kiến khác nhau của các thành viên, vì mọi ý định và mục đích, nhóm sẽ tan rã."

## Thành viên
- Chú thích: In đậm là trưởng nhóm

| Nghệ danh | Nghệ danh | Tên khai sinh | Tên khai sinh | Tên khai sinh | Tên khai sinh    | Vai trò                                               | Ngày sinh         | Nơi sinh                    |
| Latinh    | Hangul    | Latinh        | Hangul        | Hanja         | Hán-Việt         | Vai trò                                               | Ngày sinh         | Nơi sinh                    |
| --------- | --------- | ------------- | ------------- | ------------- | ---------------- | ----------------------------------------------------- | ----------------- | --------------------------- |
| Jihyun    | 지현      | Nam Ji-hyeon  | 남지현        | 南智賢        | Nam Trí Huyền    | Lead Dancer, Vocalist, Visual                         | 9 tháng 1, 1990   | Bupyeong, Incheon, Hàn Quốc |
| Gayoon    | 가윤      | Heo Ga-yoon   | 허가윤        | 許嘉允        | Hứa Gia Duẫn     | Main Vocalist                                         | 18 tháng 5, 1993  | Goyang, Gyeonggi, Hàn Quốc  |
| Jiyoon    | 지윤      | Jeon Ji-yoon  | 전지윤        | 田祉潤        | Điền Chỉ Nhuận   | Lead Rapper, Lead Vocalist                            | 15 tháng 10, 1993 | Suwon, Gyeonggi, Hàn Quốc   |
| Hyuna     | 현아      | Kim Hyeon-ah  | 김현아        | 金泫雅        | Kim Huyên Nhã    | Main Dancer, Main Rapper, Vocalist, Face of the Group | 6 tháng 6, 1992   | Jung-gu, Incheon, Hàn Quốc  |
| Sohyun    | 소현      | Kwon So-hyeon | 권소현        | 權昭賢        | Quyền Chiêu Hiền | Lead Dancer, Lead Vocalist, Rapper, Maknae            | 30 tháng 8, 1994  | Namdong, Incheon, Hàn Quốc  |

## Show truyền hình
| Năm  | Show                     |
| ---- | ------------------------ |
| 2009 | MTV 4minute              |
| 2010 | MTV 4minute's Friend Day |
| 2010 | 4minute's All In         |
| 2010 | Bouquet                  |
| 2011 | 4Minute's Mr. Teacher    |
| 2012 | 4minute's Travel Maker   |
| 2013 | SNL Korea                |
| 2015 | 4Minute Video            |

## Giải thưởng
| Năm  | Giải thưởng |
| ---- | --- |
| 2009 | - Cyworld Digital Music Awards: Nghệ sĩ mới của tháng (tháng 6) ("Hot Issue") - Văn hóa của Hàn Quốc, Giáo dục thể chất và Cục Du lịch: Rookie Music Award - 24th Golden Disk Awards: Giải thưởng Samsung YEPP Rookie |
| 2010 | - 16th Korea Entertainment Arts Awards: Giải thưởng Nghệ sĩ mới - 5th Asia Model Awards: Giải thưởng Nghệ sĩ được ưa thích - 4th Mnet 20's Choice Awards: Các ngôi sao có ảnh hưởng - 4th Mnet 20's Choice Awards: Nhóm nhạc nữ có Phong cách thời trang được yêu thích cho Dance, phong cách, và cơ thể - 7th Asia Song Festival: Giải thưởng nghệ sĩ có ảnh hưởng |
| 2011 | - 20th Seoul Music Awards: Giải thưởng Bonsang ("HuH") - 2nd Billboard JAPAN Music Awards 2010: Giải đặc biệt Billboard Hàn Quốc - 2nd Billboard JAPAN Music Awards 2010: Japan New K-pop Giải thưởng Nghệ sĩ của năm |
| 2012 | - 2012 Mnet Asian Music Awards:Best Collaboration Performances Hyuna & Hyun Seung (Trouble Maker) - 21st Seoul Music Awards: Bonsang Award |
| 2013 | - The 27th Golden Disk Awards Concert in Kuala Lumpur: Best Dance Performance Award Hyuna & Hyun Seung (Trouble Maker) - 2013 YinYueTai V Chart Awards: HyunA (4Minute) - Best Korean Female Singer |

## Giải thưởng các show ca nhạc

### M! Countdown
| Năm  | Ngày       | Bài hát             |
| ---- | ---------- | ------------------- |
| 2009 | 1 tháng 10 | "Muzik"             |
| 2010 | 17 tháng 6 | "HuH"               |
| 2011 | 21 tháng 4 | "Mirror Mirror"     |
| 2012 | 3 tháng 5  | "Volume up"         |
| 2013 | 9 tháng 5  | "What's your name?" |
| 2013 | 16 tháng 5 | "What's your name?" |
| 2014 | 3 tháng 4  | Whatcha Doin' Today |
| 2015 | 19 tháng 2 | Crazy               |
| 2015 | 26 tháng 2 | Crazy               |

### Inkigayo
| Năm  | Ngày       | Bài hát             |
| ---- | ---------- | ------------------- |
| 2009 | 27 tháng 9 | "Muzik"             |
| 2013 | 19 tháng 5 | "What's Your Name?" |
| 2013 | 26 tháng 5 | "What's Your Name?" |
| 2014 | 30 tháng 3 | Whatcha Doin' Today |
| 2015 | 22 tháng 2 | Crazy               |
| 2015 | 1 tháng 3  | Crazy               |

### MBC Show Champion
| Năm  | Ngày       | Bài hát             |
| ---- | ---------- | ------------------- |
| 2012 | 17 tháng 4 | "Volume up"         |
| 2012 | 24 tháng 4 | "Volume up"         |
| 2013 | 08 tháng 5 | "What's Your Name?" |
| 2013 | 15 tháng 5 | "What's Your Name?" |
| 2013 | 22 tháng 5 | "What's Your Name?" |
| 2015 | 18 tháng 2 | Crazy               |
| 2015 | 25 tháng 2 | Crazy               |

### Show! Music Core
| Năm  | Ngày       | Bài hát |
| ---- | ---------- | ------- |
| 2015 | 21 tháng 2 | Crazy   |